# Percivall Pott

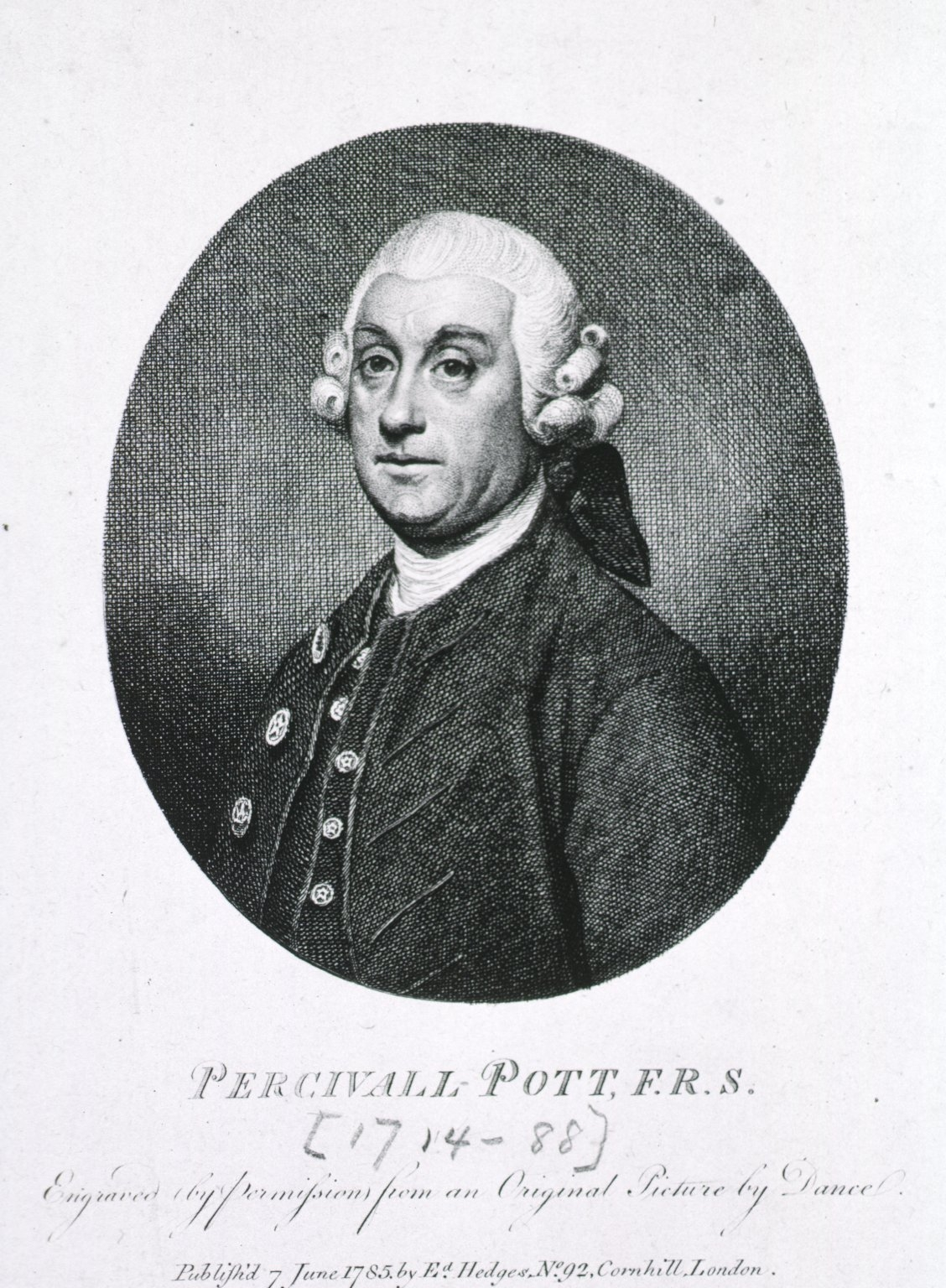
Percivall Pott, vor 1786

Percivall Pott (* 6. Januar 1714 oder 26. Dezember 1713 in London; † 22. Dezember 1788 ebenda) war ein englischer Chirurg. Er war ein innovativer Operateur und Lehrer und gilt als bedeutender Fachschriftsteller des 18. Jahrhunderts. Wegen des großen Einflusses seiner analytischen Beschreibungen klinischer und pathologisch-anatomischer Beobachtungen ist sein Name in mehreren medizinischen Bezeichnungen enthalten.

## Leben und Wirken

### Umfeld und Karriere
Percivall Potts Eltern stammten aus gesellschaftlich angesehenen Familien. Seine Mutter Elisabeth war als geborene Symonds Tochter eines Weinhändlers, als verwitwete Houblon Schwiegertochter eines mächtigen Funktionärs. Nach dem Tod ihres ersten Mannes heiratete sie Percivall Pott (Vater). Dieser stammte aus einer alten Familie von Händlern und Handwerkern und amtete als öffentlicher Schreiber und Notar (englisch scrivener-notary). Als auch er starb, war der in der Londoner Threadneedle Street geborene Klein Percivall noch sehr jung. Der Heranwachsende wurde auf eine Privatschule in Kent geschickt. Da er sich im Umgang mit klassischen Texten gewandt zeigte, und einer der fördernden Verwandten seiner Mutter der Bischof Joseph Wilcocks war, hätte ihm dem Wunsch seiner Familie entsprechend eine Laufbahn als Kleriker nahe gelegen. Doch Percivall Pott entschied sich für die Chirurgie.
Nach dem Schulabschluss wurde Pott für ein Lehrgeld von 200 Guineen Lehrling bei Edward Nourse jr., einem Wundarzt in London. In siebenjähriger Ausbildungszeit erlernte er das Handwerk des Chirurgen. Verbindliche Ausbildungsordnungen für Praktiker heilender Künste gab es im London des frühen 18. Jahrhunderts nicht, allerdings strenge Zulassungsprüfungen für die organisierten Berufe. Wie die Apotheker waren die Chirurgen in einer Livery Company zusammengeschlossen, einer in London auch allgemeinpolitisch mächtigen Verbandsform für Berufsgruppen, die als achtbar galten. In dieser ursprünglich zünftigen Gesellschaft waren die Wundärzte seit 1540 mit den Barbieren verbunden (Worshipful Company of Barbers and Surgeons).
Das Royal College of Physicians als Standesvertretung der akademischen Mediziner nahm traditionell fast nur Absolventen der englischen Universitäten Cambridge und Oxford auf und sah sich durch qualifiziertem Zustrom aus dem Ausland zunehmend unter Argumentationsdruck gesetzt. Dass es in der großen, wachsenden Handelsmetropole bis ins 19. Jahrhundert keine Universität gab, war ein Grund, weshalb sich dort frühneuzeitliche Formen der wissenschaftlichen Wissensproduktion auf breiter Basis entwickeln konnten. Mit der Royal Society war ein wichtiges internationales Netzwerk entstanden, das nicht zuletzt wegen seines Zentrums in der britischen Hauptstadt und der dortigen Situation heute bekannter ist als andere naturforschende Gelehrtengesellschaften dieser Zeit. Gerade im lokalen Bereich kamen viele Mitglieder aus dem Berufsstand der Wundärzte.

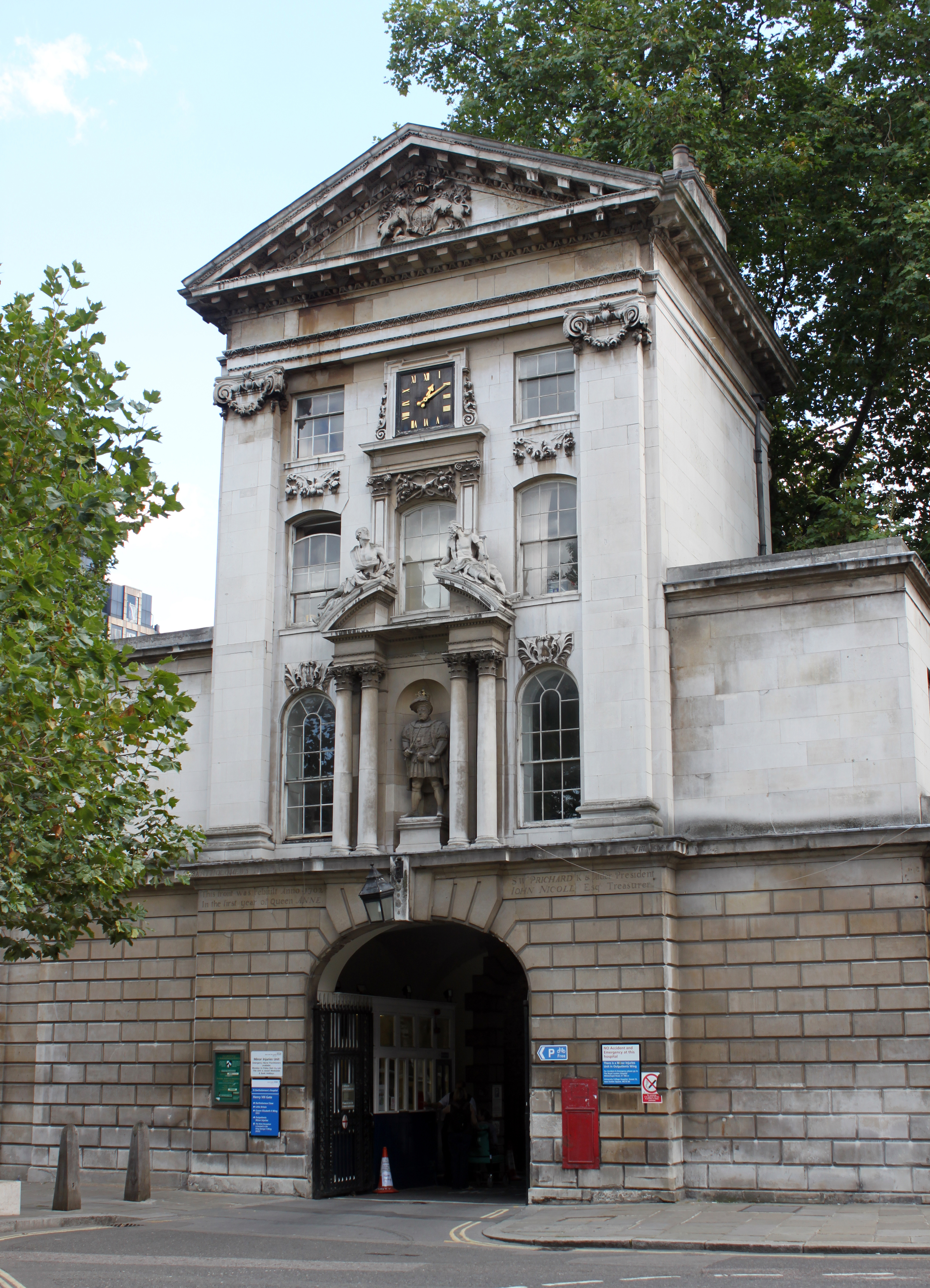
King Henry VIII Gate, 1702, St Bartholomew’s Hospital, London

Manche Chirurgen und Mediziner, die sich in ihrer privaten Praxis oft eher sozial privilegierten Menschen widmeten, befassten sich zudem in Hospitälern mit dem Elend der Armen. Die karitative Tätigkeit verband sich mit dem Erwerb umfangreichen Erfahrungswissens; beides erhöhte auch das Prestige dieser Ärzte. Besonders fähige und glückliche wurden auf offizielle Posten in den Anstalten berufen. Die Chirurgen nahmen auch ihre Lehrlinge mit. Im St. Thomas’s Hospital und im St Bartholomew’s Hospital war es darüber hinaus schon im frühen 18. Jahrhundert möglich, als zahlender Gast auch ohne persönliche Beziehungen einige Monate am Hospitalbetrieb teilzunehmen, andere Häuser folgten. Daraus sollte sich ein organisierter Schulbetrieb entwickeln und Percivall Pott dabei prominent Anteil haben.
Durchaus nicht selbstverständlich war zu Potts Lehrzeiten auch eine systematische Ausbildung in Anatomie. Allerdings galten möglichst genaue Kenntnisse des Baus des menschlichen Körpers gerade für ambitionierte Wundärzte als wichtig. In London wurden Vorträge mit Demonstrationen teilweise von ihrer Gesellschaft organisiert. Immer wichtiger wurden dort im 18. Jahrhundert aber private Anatomieschulen. Sie wurden von Chirurgen betrieben und waren auch kommerziell ausgerichtet. Neben dem gelehrsamen Nachwuchs konnte auch sonstiges interessiertes Publikum dort Veranstaltungen besuchen.
Mit Edward Nourse hatte Pott Aufnahme bei einem Lehrmeister gefunden, der im St Bartholomew’s Hospital arbeitete und auch eine eigene Anatomieschule unterhielt. Von Anfang an fand sich der Lehrling bei der Versorgung von hospitalisierten Patienten beteiligt und arbeitete für die Anatomieschule. Das Herstellen und Zeichnen von Präparaten wurde eine seiner Hauptaufgaben. Diese Prosektorentätigkeit war für sein weiteres Schaffen von großer Bedeutung.
Am 7. September 1736 durfte der Zweiundzwanzigjährige zur Aufnahmeprüfung der Gesellschaft der Barbiere und Wundärzte antreten, obwohl er wegen eines Patientenbesuchs erheblich verspätet erschienen war. Er bestand mit Auszeichnung. In der Fenchurch Street, wo er mit Mutter und Halbschwester lebte, eröffnete er seine erste Praxis. 1745 wurde Nourse ordentlicher Chirurg im St Bartholomew’s Hospital; Pott, der sich dort schon einige Jahre zuvor erfolglos für eine freie Stelle beworben hatte, wurde sein Nachfolger im Amt eines Assistenzchirurgen.
Im gleichen Jahr wurden die Wundärzte nach längeren Auseinandersetzungen organisatorisch von den mit Haarpflege und Kosmetik befassten Barbieren gelöst und bildeten eine eigene Gesellschaft. Pott gehörte zur betreibenden Fraktion um William Cheselden und John Freke (welcher ein Leiter von St Bartholomew’s und dort ein institutionalisierter Spezialist für Augenleiden sowie erster Kustos einer noch kleinen Sammlung anatomischer und chirurgischer Präparate war). Dieses Ereignis war ein Höhepunkt einer Entwicklung von Emanzipation und Machtgewinn der Vertreter der Kunst und Wissenschaft der Chirurgie, wie sie sich auf ihrer ersten Sitzung nannten. Die Stärke der organisierten Wundärzte in der Metropole zeigte sich auch in der Marginalisierung anderer chirurgischer Berufe. Bereits 1730 war beispielsweise der letzte Steinschneider des St Bartholomew’s Hospital außer Dienst gegangen; seine Aufgaben wurden von professionalisierten Chirurgen weitergeführt. 1800 sollte die Gesellschaft der Wundärzte zum Royal College of Surgeons werden.

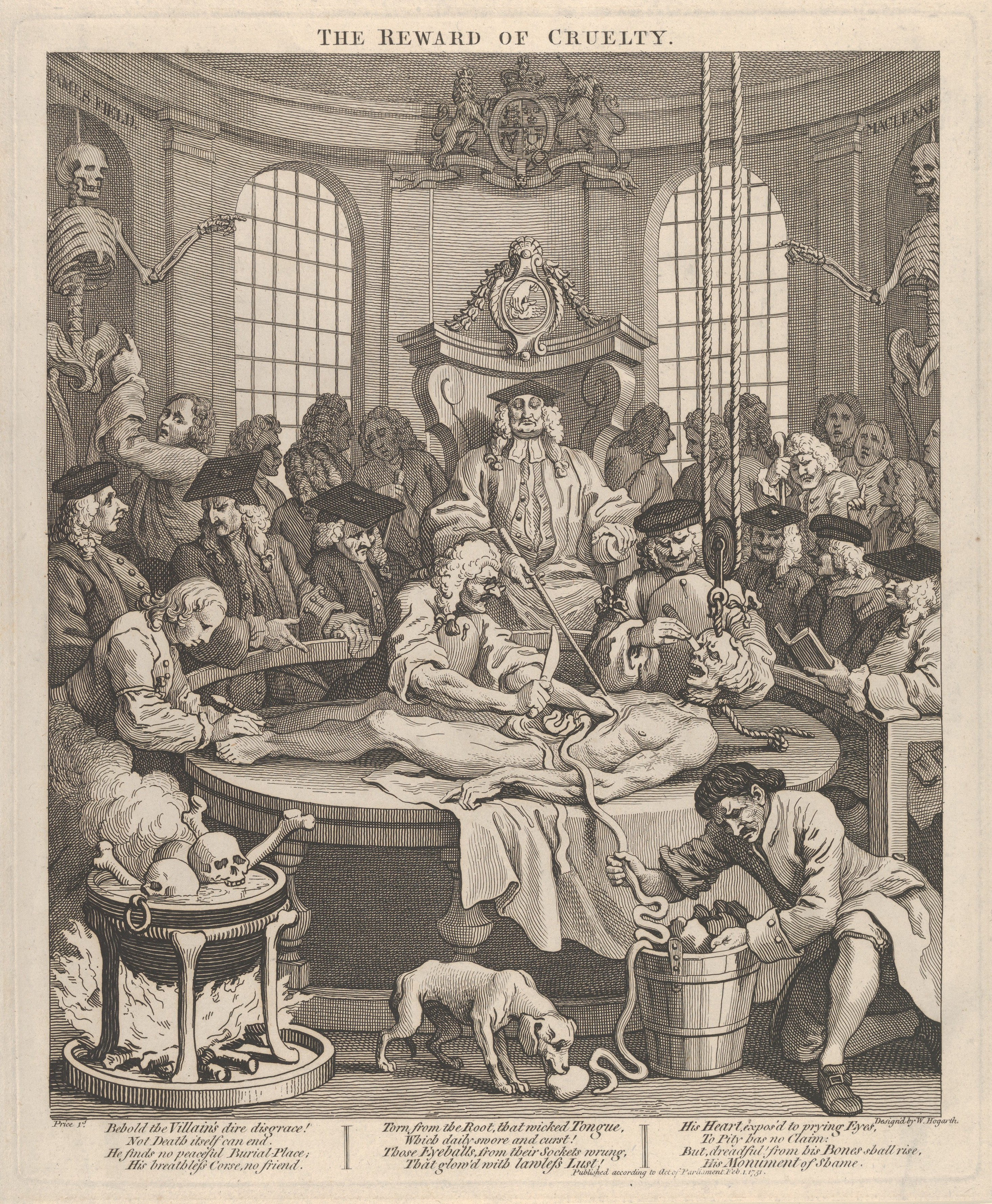
Der Lohn der Grausamkeit, William Hogarth, 1751: komisch-moralische Darstellung der Sektion eines hingerichteten Übeltäters durch Chirurgen, als Vortragender (Lektor) vermutlich John Freke

1745 starb auch Potts Mutter. Kurz darauf heiratete er Sarah Cruttenden, Tochter eines Direktors der Britischen Ostindien-Kompanie. Aus der Verbindung gingen neun Kinder hervor, von denen nur das erstgeborene nicht das Erwachsenenalter erreichte. In die Watling Street umgezogen, eröffnete er eine eigene Anatomieschule. Ab 1749 besetzte Pott eine Stelle als ordentlicher Chirurg im St Bartholomew’s Hospital, in der er bis 1787 verblieb.
Am fünften Juli 1751 wurden Percivall Pott und William Hunter in der Gesellschaft der Wundärzte zu Lektoren (masters) der Anatomie gewählt. Die Chirurgen hatten nach der Spaltung zunächst Räumlichkeiten der Gesellschaft der Drucker-Buchhändler (stationers) für Versammlungen genutzt. Mit den neuen Lektoren weihten sie einen eigenen Sitz am damaligen Old Bailey ein, wo sich auch die Behörde der Strafjustiz befand. Ein Hauptgrund dieser Verbindung war das humananatomische Interesse der Chirurgen an den Überresten gesunder junger Erwachsener. Mit einer Strafrechtsreform des Jahres 1752 wurde die anatomische Sektion Hingerichteter offiziell zu einer Alternative zur Zurschaustellung des Leichnams an öffentlichen Plätzen. Beides waren verschärfte Varianten der Todesstrafe, die auch abschreckend gedacht waren.
1764 wurde Pott in die Royal Society gewählt. Im Folgejahr wurde er durch eine weitere Abstimmung in der Gesellschaft der Chirurgen zu deren Vorsteher (master).
Percivall Potts Familie wuchs ebenso wie die Nachfrage an Diensten von ihm und seinen Mitarbeitern in privater Praxis und Schule. Mit den Seinen zog er öfters um, zuletzt residierte er in einem Haus am Hanover Square. Ab den späteren 1760er Jahren soll seine Praxis als die größte, angesagteste und lukrativste im damaligen London gegolten haben. Zu seinen Patienten gehörten in ihren jeweiligen Metiers ebenfalls hervorragende Persönlichkeiten wie Samuel Johnson, David Garrick und Thomas Gainsborough.
Seine Schüler waren neben vielen anderen Charles Blicke, John Abernethy und John Hunter.
Pott gehörte in der Mitte des 18. Jahrhunderts zu den meist beschäftigten und damit auch erfahrensten Chirurgen Englands. Seine große Bekanntheit zog viele europäische Chirurgen und auch studierte Mediziner nach St Bartholomew’s, wo er ein gefragter Lehrer war.
Er veröffentlichte eine Reihe bedeutender medizinischer Beiträge. Pott erlangte dadurch große Bekanntheit und manche seiner Methoden fanden weite Verbreitung. Er publizierte durchweg in Volkssprache, wie es unter britischen Chirurgen seiner Zeit durchaus normal war. Seine wichtigsten Schriften wurden in andere europäische Sprachen übersetzt und machten Percivall Potts Namen weit über England hinaus bekannt.

### Unfallfolgen
Bereits 1739 erschien eine Arbeit Potts in den Philosophical Transactions. In dieser Fallgeschichte geht es um die Leiden und Befunde eines Mannes, dem Pott einen zwischen der Muskulatur des Oberschenkels gelegenen Tumor entfernt hatte. Der Patient war zunächst beschwerdefrei, entwickelte dann aber vielfältige Probleme; diverse medizinische Therapien und ein Kuraufenthalt in Bath brachten keine Abhilfe. Er starb nach zwei Jahren. Sein Chirurg durfte ihn sezieren und beschrieb viele weitere Tumore im Bereich der Knochen und anderen Organen. (Diese später wenig beachtete Schrift stellt möglicherweise eine frühe Beschreibung ausgeprägter Metastasierung infolge eines Liposarkoms dar.) Aus den folgenden Jahren sind keine Veröffentlichungen bekannt. Ab der zweiten Hälfte der 1750er-Jahre schrieb und publizierte er die Arbeiten, die seinen Nachruhm begründeten.

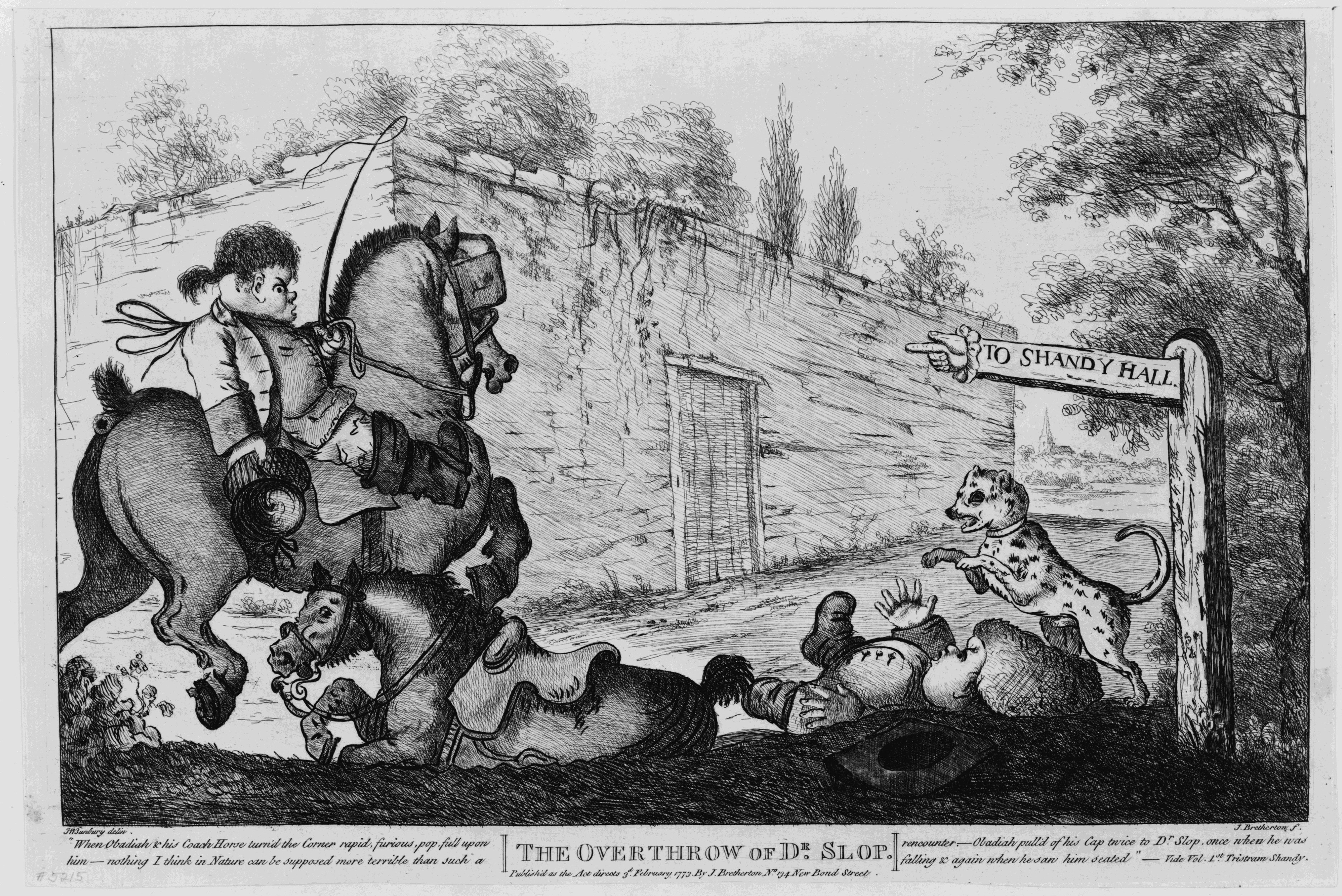
Der Sturz des Dr. Slop, Romanillustration, Henry Bunbury, 1773

Es wird häufig angeführt, dass ein Knochenbruch den Anstoß zu seiner literarischen Produktivität gegeben haben soll. Pott besuchte Patienten zu Pferde. An einem kalten Januartag des Jahres 1756 hatte sein Weg über die Themse nach Southwark geführt, in ein Lock Hospital. (So hießen in England die alten Lepra-Hospitäler und ihre Nachfolgeeinrichtungen, in denen zu seiner Zeit venerisch erkrankte Patienten untergebracht waren.) Auf dem Heimweg hatte er einen Reitunfall, bei dem er sich einen offenen Beinbruch zuzog. Um möglichst gut gelagert und erschütterungsarm nach Hause zu kommen, schickte der erfahrene Wundarzt um Sänftenträger und eine Tür. Auf der improvisierten Trage heimgelangt, sah er sich bald mehreren zusammengekommenen Fachkollegen in der Patientenrolle gegenüber. Er hatte bereits seine Einwilligung zur Amputation gegeben – einer seinerzeit durchaus üblichen Methode, um eine offene Fraktur zu behandeln und das erhebliche Risiko tödlicher Folgen entzündlicher Komplikationen zu senken - als Nourse erschien, und konservativem Vorgehen eine Chance gab. Der repositionierte Knochen wuchs wieder zusammen, die gut versorgte äußere Wunde verheilte unkompliziert. Nach einiger Zeit konnte Pott sich wieder unbehindert bewegen. Pott war laut Scharizer der erste Arzt, der die Notwendigkeit erkannt hatte, bei einer Knochenbruchbehandlung auch die benachbarten Gelenke ruhigzustellen.
Während der Zeit seiner Rekonvaleszenz stellte er Beobachtungen zu Eingeweidebrüchen schriftlich zusammen. Eine wichtige Feststellung war dabei, dass auch dergleichen Eingeweideverschiebungen auftreten, die nicht Folge erworbener Brüche (Risse im Gewebe) sind, sondern angeborenen anatomischen Gegebenheiten folgen. Die bald erfolgte Veröffentlichung hätte beinahe zum Bruch mit Kollegen geführt, was sich im nächsten Abschnitt ausgeführt findet.
Bedeutende Beiträge lieferte Pott auch zur Diagnose und Behandlung von Kopfverletzungen. In Injuries of the Head from External Violence (so der Kurztitel eines in erster Version 1760 erschienenen Werks) sind diverse Fälle beschrieben, die im Zusammenhang mit Gewalttätigkeit, Arbeit, Verkehr und nicht selten auch typischen englischen Sportarten der Zeit vorgekommen sind. Ein Mann wurde von einer Menschenmenge niedergetrampelt, die einen anderen vor einer Zwangsrekrutierung retten wollte. Viele Verletzungen hatten mittelfristig tödliche Folgen; manchmal konnte Pott aber auch erfolgreich helfen. Aus seinen Erfahrungen zog er generelle Schlüsse und präsentierte sein therapeutisches Vorgehen. So ist zum Beispiel eine von ihm entworfene Apparatur dargestellt, die sowohl der Trepanation, als auch dem Anheben von nach innen gedrückten Knochenbruchstücken bei Impressionsfrakturen des Schädels diente. Das technische Prinzip kann an Entkorkungsvorrichtungen erinnern.
Hier finden sich auch mittelfristige Folgen von Gewalteinwirkung diskutiert, die sich mitunter ohne vorliegende Frakturen oder äußere Verletzungen entwickeln. Stumpfsinn, Verlust von Bewusstsein, willkürlicher Beweglichkeit etc. interpretierte Pott als Hirndruckzeichen. Die Ursache sah er in innerlichem Flüssigkeitsaustritt und differenzierte anatomisch dessen mögliche Verortung in der Substanz des Gehirns, seinen Ventrikeln, zwischen seinen Membranen oder der äußersten Membran und der Schädeldecke. Ganz konventionell sah er Aderlass als angebrachte Therapie, die bei Kopfverletzungen auch schon zur Vorbeugung derartiger Komplikationen angezeigt wäre. Dabei räumte er aber ein, dass es schwierig sei, Leute von derartigem Vorgehen zu überzeugen, die nur einen Schlag auf den Deckel bekommen haben (knock on the pate).
Schnellstmöglich operativ Entlastung zu schaffen, mahnte er für Fälle an, bei denen es zu Entzündung der Dura mater und Ansammlung von Eiter zwischen ihr und dem Schädelknochen komme. Hierfür beschrieb er als typisches Zeichen eine umschriebene, schmerzlose Schwellung der Kopfhaut, die er immer wieder vergesellschaftet mit Müdigkeit, Unruhe, Kopfschmerz, Zittern und anderen Symptomen beobachtet hatte. Pott’s puffy tumor (amer., international inzwischen gebräuchlicher als brit.: tumour, Eindeutschung unüblich), der in der Regel im Zusammenhang mit Knochenbeteiligung auftritt, gilt heute als vergleichsweise selten und kann sich auch ohne vorangegangene Verletzung und Hirnhautentzündung infolge von komplizierten Stirnhöhlenentzündungen zeigen.
Some few Remarks upon Fractures and Dislocations, erstmals im Jahre 1768 erschienen, ist eine weitere Abhandlung traumatologischer Themen.
Pott differenzierte Knochenbrüche nicht nur nach der Skelettanatomie, er betonte auch die Rolle des mitbeteiligten Weichgewebes und führte funktionelle Aspekte aus. Bei diesem einflussreichen Werk ist besonders die Beschreibung von Ausrenkungen des Fußes mit Brüchen im Knöchelbereich hervorzuheben. Pott’s Fracture wurde später im Englischen als Überbegriff für diese Verletzungen gebräuchlich; auf dem Kontinent wurde ein spezieller hier beschriebener Wadenbeinbruch oberhalb des Außenknöchels als Pott-Fraktur bekannt, bei dem gleichzeitig der den Innenknöchel mit Sprung- und Fersenbein verbindende Bandapparat durchreißt.
Bezüglich der Therapie betonte Pott die Notwendigkeit guter Lagerung mit entspannter Muskulatur.

### Ein Gelehrtenstreit

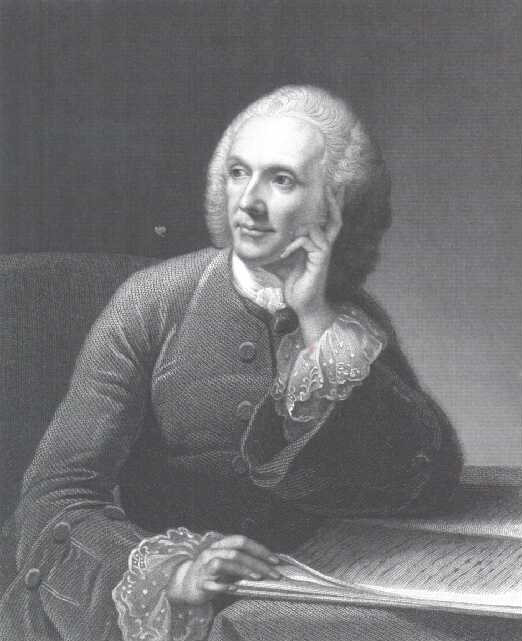
William Hunter, nach Robert E. Pine

A Treatise on Ruptures (1756) gilt als die Arbeit, die Potts Ruf als hervorragender medizinischer Autor begründete. Unterleibsbrüche waren ein großes Thema in der damaligen Chirurgie. Bei solchen Leistenhernien verlagern sich Baucheingeweide mitunter in den Hodensack bzw. die äußeren Schamlippen. Pott beschrieb eine besondere Art, zu der er in einer bald folgenden kleineren Veröffentlichung noch genauere Ausführungen nachreichte. Bei männlichen Neugeborenen und manchmal auch bei Erwachsenen hatte er wiederholt Fälle gesehen, bei denen Darmschlingen oder Teile der die Bauchorgane bedeckenden Gewebeschürze direkt den Hoden berührten und trennende Hüllstrukturen fehlten, die gemäß der aktuellen Lehrmeinung zu erwarten gewesen wären.
Pott war nicht der einzige, der derartige angeborene Hernien untersuchte. Alsbald sah er sich Vorwürfen ausgesetzt, in seinen Veröffentlichungen würden Untersuchungsergebnisse Anderer verwertet und die Namen dieser Anderen nicht erwähnt.
William Hunter war das Phänomen, dass Darmanteile und der Hoden in der gleichen Hülle liegen können, im Jahre 1748 durch den Kollegen Samuel Sharp zur Aufmerksamkeit gebracht worden. Gemeinsam konnten sie bald darauf einen Mann mit beidseitigen Hodensackbrüchen sezieren, bei dem sie einerseits einen Bruchsack aus Bauchfell und die Scheidenhaut als trennende Strukturen beobachteten, andererseits eine offene Verbindung. Zwei Jahre später veröffentlichte Sharp seine Ansicht, dass offene Brüche durch Riss der trennenden Strukturen entstünden.
1755 erschienen Albrecht von Hallers Opuscula Pathologica. Hier findet sich beschrieben, dass die Hoden beim Ungeborenen im Rumpf bei den Nieren liegen und in einem graduellen, noch nicht genau aufgeklärten Prozess in den Hodensack gelangen (nach Hallers Ansicht durch Bewegungen der Rumpfmuskulatur). Da dazu eine Aussackung des Bauchfells besteht, können auch eigentliche Baucheingeweide in den Hodensack gelangen: kongenitale Hernien (vgl.: Habenula Halleri).
Im Hause Hunter kam es zu neuen Untersuchungen. William war ein angesehener Geburtshelfer, der immer wieder auch schwierige Fälle betreute. Da manchmal auch der Beste machtlos ist, mangelte es nicht an anatomischem Material. Sein jüngerer Bruder John, gerade am Anfang einer großen Karriere, widmete sich in der Zeit vor Potts Unfall intensiv dem Studium des Abstiegs des Hodens beim Fetus. William Hunter behauptete, John habe seinem alten Lehrer Pott die Präparate gezeigt und seine Überlegungen erzählt; Pott behauptete, nur ein Objekt kurz gesehen und kein Gespräch zum Thema geführt zu haben. Auch Hallers Werk wollte er während der Abfassung seiner Arbeiten nicht gekannt haben.
Der ältere Hunter war bereits mit den Monros in vergleichbare Auseinandersetzungen verwickelt. Streitigkeiten um die Priorität von persönlichen Entdeckungsleistungen und Plagiatsvorwürfe waren keineswegs unüblich unter frühneuzeitlichen Anatomen. Die zahlreichen Eigennamen von Verfassern einflussreicher Beschreibungen in anatomischen Bezeichnungen zeugen von der Wichtigkeit der Idee der Autorschaft.
Wenig Zurückhaltung wurde im Wissenschaftsbetrieb der Aufklärungszeit oft bei der Veröffentlichung von Polemik gezeigt.
Pott scheint sich relativ gelassen verhalten zu haben; jedenfalls führte er an, dass derartige Auseinandersetzungen in wissenschaftlichen Publikationen für inhaltlich interessierte Außenstehende doch nur unverständlich und störend seien und würdigte die Anderen in der nächsten Auflage. William Hunter schrieb später, seinerseits vielleicht etwas überreagiert zu haben und von Pott in der Angelegenheit immer als Gentleman behandelt worden zu sein.

### Eine Berufskrankheit und ein Altersleiden

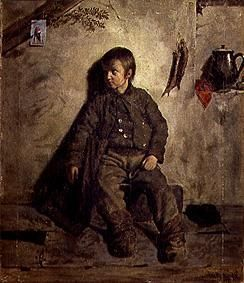
Der Kleine Kaminkehrer, Auguste de Châtillon, 1832 – Auf dem Kontinent war schon im 18. Jahrhundert Schutzkleidung gebräuchlich, während in Britannien Arbeiten in heißen Kaminen damals meist nackt erledigt wurden.

Eine besondere Stellung in der Geschichte der Medizin nimmt der im London der frühen Industrialisierung beheimatete Pott auch ein, weil er Zusammenhänge zwischen Erkrankungen, Arbeitsbedingungen und Reizstoffen beschrieb. Deshalb wird er gerne als Vordenker der Epidemiologie, hygienischer Fächer und der Krebsforschung angeführt. Eine Veröffentlichung aus dem Jahre 1775 gilt als erste Erwähnung einer chemischen Noxe als Karzinogen und als erste Zuordnung einer spezifischen Krebserkrankung zu einer Berufsgruppe.
Pott stellte eine Häufung von Krebs des Hodensacks (Skrotalkarzinom) bei Schornsteinfegern fest. Diese waren häufig als Waisenkinder in ihren Beruf geraten. Deren Lebensbedingungen beschrieb Pott als außergewöhnlich hart. Bereits in ihrer frühen Kindheit wurden sie meist sehr brutal behandelt und waren Hunger und Kälte ausgesetzt. Eine wichtige Aufgabe der kleinen Menschen war es, Kamine von innen zu reinigen, was schon akut oft zu Prellungen, Verbrennungen und Luftmangel führte. Ab dem Erreichen der Pubertät zeigten sie sich besonders anfällig für eine schmerzhafte und tödliche Erkrankung. Die im Genitalbereich verortete Neubildung bot meist ein ulzeriertes Bild und wurde von Ärzten wie von Betroffenen oft für eine venerische Erscheinung gehalten. Allerdings war in der Branche auch die Bezeichnung Ruß-Warze (soot wart) gängig. Pott hielt fest, dass es sich dabei um einen Krebs handle und ein ursächlicher Zusammenhang mit der langfristigen Ablagerung von Ruß in Hautfalten sehr wahrscheinlich sei. (Nach späterer differenzierterer Begrifflichkeit wären die von Pott beobachteten Krebse als Plattenepithelkarzinome zu deuten; sie haben ihren Ursprung in der geschädigten Oberhaut. Für Kaminreinigungsarbeiten im Königreich wurde 1788 ein Mindestalter von acht Jahren gesetzlich verfügt, 1840 auf 21 Jahre heraufgesetzt; die Wirksamkeit gilt als gering.)

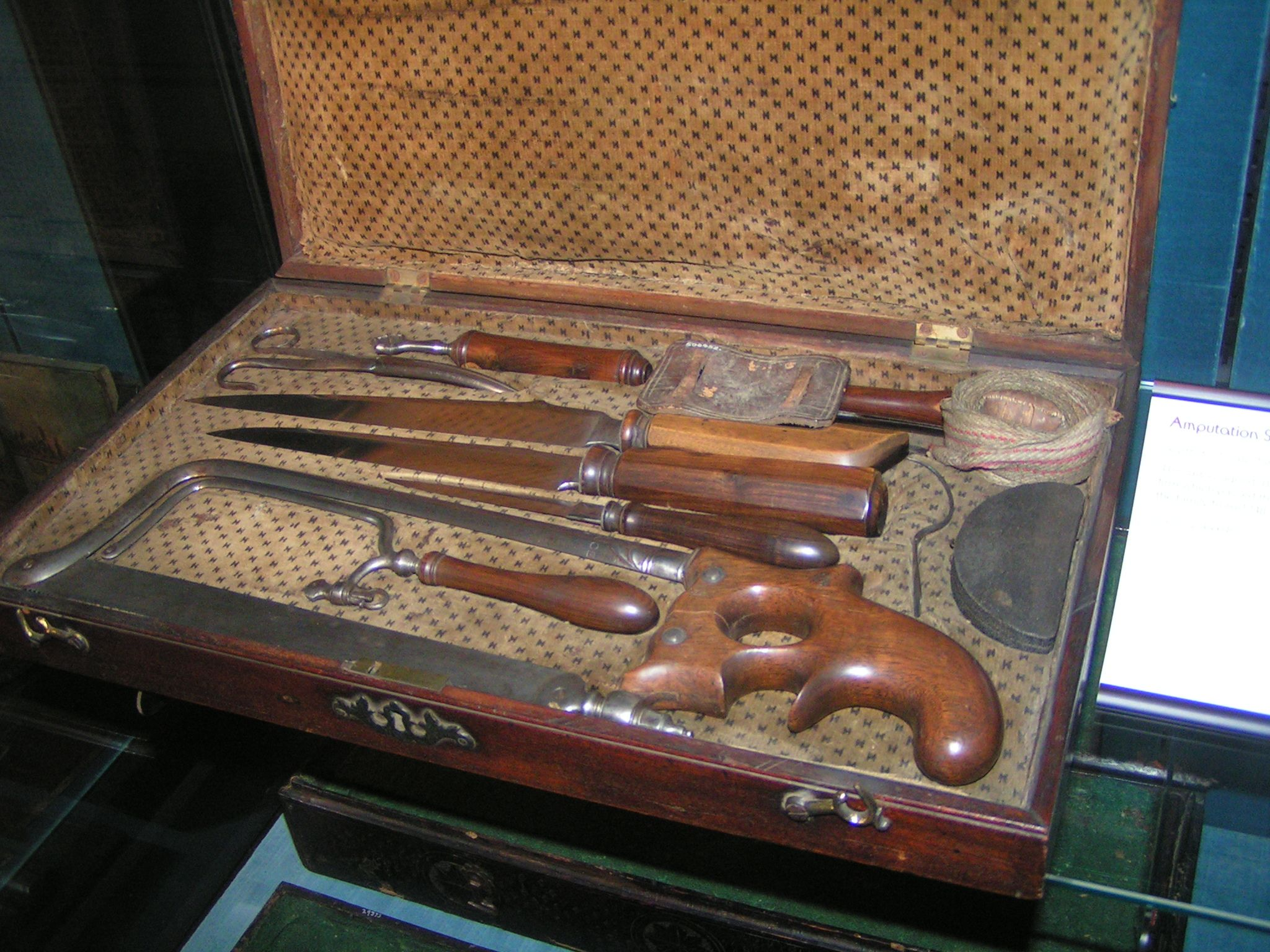
Amputationswerkzeug, 18. Jahrhundert, Science Museum London

Im selben Buch, Chirurgical observations relative to the cataract, the polypus of the nose, cancer of the scrotum, different kinds of ruptures, and the mortification of the toes and feet (1775), stellte Pott auch neue Beobachtungen zu einem altbekannten Phänomen dar. Gangrän war nicht nur ein Problem, das oft größeren Verletzungen (zum Beispiel bei offenen Knochenbrüchen) folgte und sich dann als abgestorbenes Gewebe in den entzündeten Wunden zeigte. Gewebsuntergang und Schwarzwerden wurde gelegentlich auch bei äußerlich unverletzten Zehen und Füßen älterer Menschen beobachtet. In der Regel betraf es ohnehin bereits erheblich eingeschränkte Personen, die sich nicht zuletzt in Hospitälern fanden. Noch heute ist Amputation die Standardtherapie bei derartigen Zuständen, die das Leben der Betroffenen mitunter zu verlängern vermag. Pott sezierte Amputate und Verstorbene. Dabei stellte er immer wieder fest, dass zuführende Blutgefäße in den Beinen verhärtet und verschlossen waren. Dies sah er als Ursache von Blutleere, die am unteren Ende am stärksten ausgeprägt ist und dort zum Gewebsuntergang führt. Noch heute ist im angelsächsischen medizinischen Sprachgebrauch Pott’s gangrene eine Bezeichnung für dieses Endstadium der peripheren arteriellen Verschlusskrankheit.

### Morbus Pott
Besonders häufig wurde Potts Name in späteren Jahrhunderten in den Bezeichnungen Pott’sche Krankheit (Morbus Pott) und Pott’scher Buckel (Pott-Gibbus) gebraucht. Der tuberkulöse Gibbus, genannt auch Pott’scher Buckel, wurde 1779 von Percivall Pott (ohne Kenntnis seiner Ätiologie) beschrieben. Seit alten Zeiten litten Menschen mit Gibbus der Wirbelsäule in Form von Spitzbuckeln (angulären Kyphosen) sehr oft auch unter anderen Problemen bzw. Folgen des Gibbus. Schon im hippokratischen Schrifttum (de articulis) soll sich häufige Vergesellschaftung mit Lähmungen und auch mit Lungenkrankheit angeführt finden.

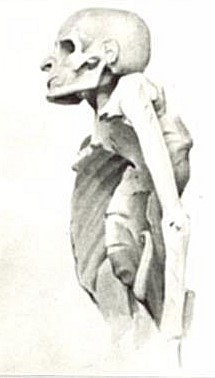
Altägyptische Mumie mit offensichtlichem Buckel und histologisch nachgewiesenen Abszessen: Pott’sche Krankheit (Smith & Ruffer, 1910)

Potts Ansatzpunkt gegen Ende des 18. Jahrhunderts waren Lähmungen (Paraparesen) der Beine, die immer wieder bei dieser typischen Krümmung der Wirbelsäule beobachtet wurden und ihr mitunter auch vorausgehen (Remarks on that kind of Palsy of the Lower Limbs which is frequently found to accompany a Curvature of the Spine and is supposed to be caused by it, 1779). Am häufigsten waren Kinder betroffen. Von ärztlicher Seite wurden oft nur die Muskellähmungen beachtet, ansonsten war die Annahme gängig, dass verschobene Wirbelkörper das Rückenmark zusammendrücken. Pott betrachtete Lähmungen differenziert und wies darauf hin, dass bei den mit der Rückenkrümmung assoziierten Lähmungen die Muskulatur nicht schlaff sei, sondern sich spastisch verhalte und meist auch die Sensibilität beeinträchtigt ist. Die Lähmungen zeigen sehr unterschiedliche Ausprägungen; schlimmstenfalls können die Betroffenen die Beine überhaupt nicht mehr bewegen, wobei er dann in der Regel auch Kontrollverlust über die Ausscheidung von Kot (Stuhlinkontinenz) und Urin (Harninkontinenz), Unvermögen zur Erektion und andere Probleme feststellte. Der Anatom wies nach, dass nicht die Wirbelkörper in ihren Gelenken ausgerenkt sind, sondern dass ein zerstörerischer Prozess in der Knochensubstanz abläuft. Am Anfang der Erkrankung zeigen sich die Wirbelkörper weich und aufgetrieben, was er mit dem Bild der Rachitis verglich. Im weiteren Verlauf weisen sie immer mehr kariöse Zersetzung auf. Bei Lähmungserscheinungen sind meist zumindest zwei Wirbel befallen, manchmal drei, selten mehr. Der Prozess greift auf die Bandscheiben über und führt zu deren Zersetzung. Pott fand in der Regel auch die Wirbelkörperbänder verdickt vor. Auch die Beteiligung von umgebendem Gewebe ist nach seiner Definition wesentlich. Meist finden sich Abszesse in der Muskulatur, die an der Wirbelsäule entspringt. Zunehmendes Zusammensinken der porösen Wirbelkörper oder auch akutes Einbrechen führt zur Buckelbildung. Mitunter spielt Gewalteinwirkung eine Rolle; Pott führte an, dass diese dann oft für die alleinige Ursache gehalten wird.
Wieder war Pott nicht der Einzige, der zu diesem im damaligen Europa immer häufiger auftretenden Phänomen eine Erklärung der morbiden Anatomie darlegte. Bereits im Vorjahr hatte Jean-Pierre David der französischen Académie Royale de Chirurgie vergleichbare Erkenntnisse vorgetragen, die ungefähr zeitgleich mit Potts Arbeit gedruckt erschienen. Der langfristige Einfluss muss ungleich geringer gewesen sein, wurde doch auch in Frankreich die Bezeichnung mal vertébral de Pott gebräuchlich.
Diverse Streckmaschinerien wurden zur Therapie eingesetzt, was Pott als sehr gefährlich und nur kurzfristig wirksam kritisierte. (Therapeutische Korsette sollten erst im 19. Jahrhundert aufkommen; die Folgen der ihm absurd erschienenen Bekleidungsgepflogenheiten der Europäerinnen dienten Pott als Beispiel für Wirbelsäulenverkrümmungen ohne Lähmungen.) Von einem Mediziner und einem Chirurgen in Worcester, Dr. Cameron und Mr. Jeffries, lernte Pott eine Therapiestrategie, von deren erfolgreicher Anwendung ersterer im Hippokrates gelesen hatte. Sie bestand in Anlage und Unterhalt von Wunden beidseits der betroffenen Wirbel. Pott war überzeugt, dass so der kariöse Prozess Ableitung findet und die Bildung einer Ankylose unterstützt wird. (Auf dem Kontinent waren derartige künstliche Eiterungen als Fontanellen bekannt, sie fanden bei diversen inneren Leiden Anwendung und sind im Zusammenhang mit humoralpathologischem Denken zu sehen.) Pott experimentierte mit verschiedenen Verfahren und befand Kauterisierung als das am wenigsten schmerzhafte und sauberste. Er führte zahlreiche erfolgreiche Heilungen oder Besserungen von Lähmungen an. (Moderne Autoren wiesen auf die Bedeutung von Ruhe und Schonung hin, die eine Konsequenz des Verfahrens gewesen sein mag. Ankylosen an Stelle zerstörter Bandscheiben und damit Blockwirbel entstehen auch natürlicherweise; ohne orthopädische Maßnahmen bedingt Neubildung von Knochen auch die Fixierung des Buckels.)
Buckel, Lähmung und Abszesse wurden später als Pott-Trias bezeichnet. Für Pott gehörte das von ihm beschriebene Krankheitsbild zur Skrofulose, die er auch als verdickte Oberlippe, Drüsenschwellung im Kinn und Halsbereich, trockenen Husten, Karies anderer Knochen und in vielen weiteren Formen kannte. Im Verlauf des 19. Jahrhunderts wurde Morbus Pott Teil des entstehenden modernen Konzepts der Tuberkulose. Pott’sche Krankheit wurde ein Synonym für Spondylitis tuberculosa oder Tuberkulose der Wirbelsäule (ICD-10: M49.0-, A18.01). Sie macht rund die Hälfte aller Fälle von Knochentuberkulose aus. In Weltgegenden mit niedriger Tuberkuloseprävalenz ist sie inzwischen vergleichsweise selten geworden. Neurologische Ausfälle und Beteiligung von Weichgewebe liegen nicht immer vor; wie Buckelbildung sollten sie bei rechtzeitiger Versorgung vermeidbar sein.
Noch im hohen Alter ritt Percivall Pott auch bei schlechtem Wetter weitere Strecken zu Patienten. Dabei soll er sich eine Erkältung zugezogen haben, von der er sich nicht mehr erholte.
Er starb am 22. Dezember 1788, kurz vor seinem 75. Geburtstag, an den Folgen einer Lungenentzündung.

## Schriften (Auswahl)
- An Account of Tumours, Which Rendered the Bones Soft […]. In: Philosophical Transactions of the Royal Society. Band 41, 1739, S. 616–622.
- Observations on the nature and consequences of wounds and contusions of the head, fractures of the skull, concussions of the brain, etc. London 1760.
- Practical remarks on the hydrocele or watry rupture. London 1762.
- An Account of a Hernia of the Urinary Bladder Including a Stone […]. In: Philosophical Transactions of the Royal Society. Band 54, 1764, S. 61–64.
- Remarks on the disease commonly called fistula in ano. London 1765.
- Chirurgical observations relative to the cataract, the polypus of the nose, cancer of the scrotum, different kinds of ruptures, and the mortification of the toes and feet. Hawes, London 1775.
- Remarks on that kind of palsy of the lower limbs, which is frequently found to accompany a curvature of the spine, and is supposed to be caused by it. London 1779; auch in: The Chirurgical Works of Percivall Pott. 3 Bände. London 1783, Band 3, S. 389 ff.
- Farther remarks on the useless state of the lower limbs, in consequence of a curvature of the spine. London 1782; auch in: The Chirurgical Works of Percivall Pott. 3 Bände. London 1783, Band 3, S. 427 ff.
- The Chirurgical Works of Percivall Pott, FRS, to which are added “A short Account of the Life of the Author,” by James Earle, Esq.[5] [3 Bände. London 1783]. Johnson, London 1790 (Werkausgabe mit Biographie, von einem Schwiegersohn herausgegeben)
  - Deutsche Übersetzung: Percivall Pott’s sämmtliche chirurgische Werke. Übersetzt von A. Mylius. 2 Bände. Berlin 1787.
- The chirurgical works of Percivall Pott, F.R.S., surgeon to St. Bartholomew’s Hospital, a new edition, with his last corrections. 1808. (P. Pott: The chirurgical works of Percivall Pott, F.R.S., surgeon to St. Bartholomew’s Hospital, a new edition, with his last corrections. 1808. In: Clinical Orthopaedics and Related Research. Nr. 398, Mai 2002, S. 4–10, PMID 11964625.)
- Some Few General Remarks on Fractures and Dislocations. 1758 (P. Pott: Some few general remarks on fractures and dislocations. 1758. In: Clinical orthopaedics and related research. Band 458, Mai 2007, S. 40–41, doi:10.1097/BLO.0b013e31803dd063. PMID 17473597.)
- Farther Remarks on the Useless State of the Lower Limbs, in Consequence of a Curvature of the Spine: being a supplement to a former treatise on that subject. 1782 (P. Pott: Farther remarks on the useless state of the lower limbs, in consequence of a curvature of the spine: being a supplement to a former treatise on that subject. 1782. In: Clinical orthopaedics and related research. Band 460, Juli 2007, S. 4–9, doi:10.1097/BLO.0b013e318067b486. PMID 17620803).